# Teapa (Messico)
Teapa è una municipalità dello stato di Tabasco, nel Messico meridionale, il cui capoluogo è la città omonima.
La municipalità conta 53.555 abitanti (2010) e ha un'estensione di 422,2 km².
Il significato del nome della località in lingua nahuatl è Riviera delle pietre.

## Monumenti e luoghi di interesse

### Grutas de Coconá

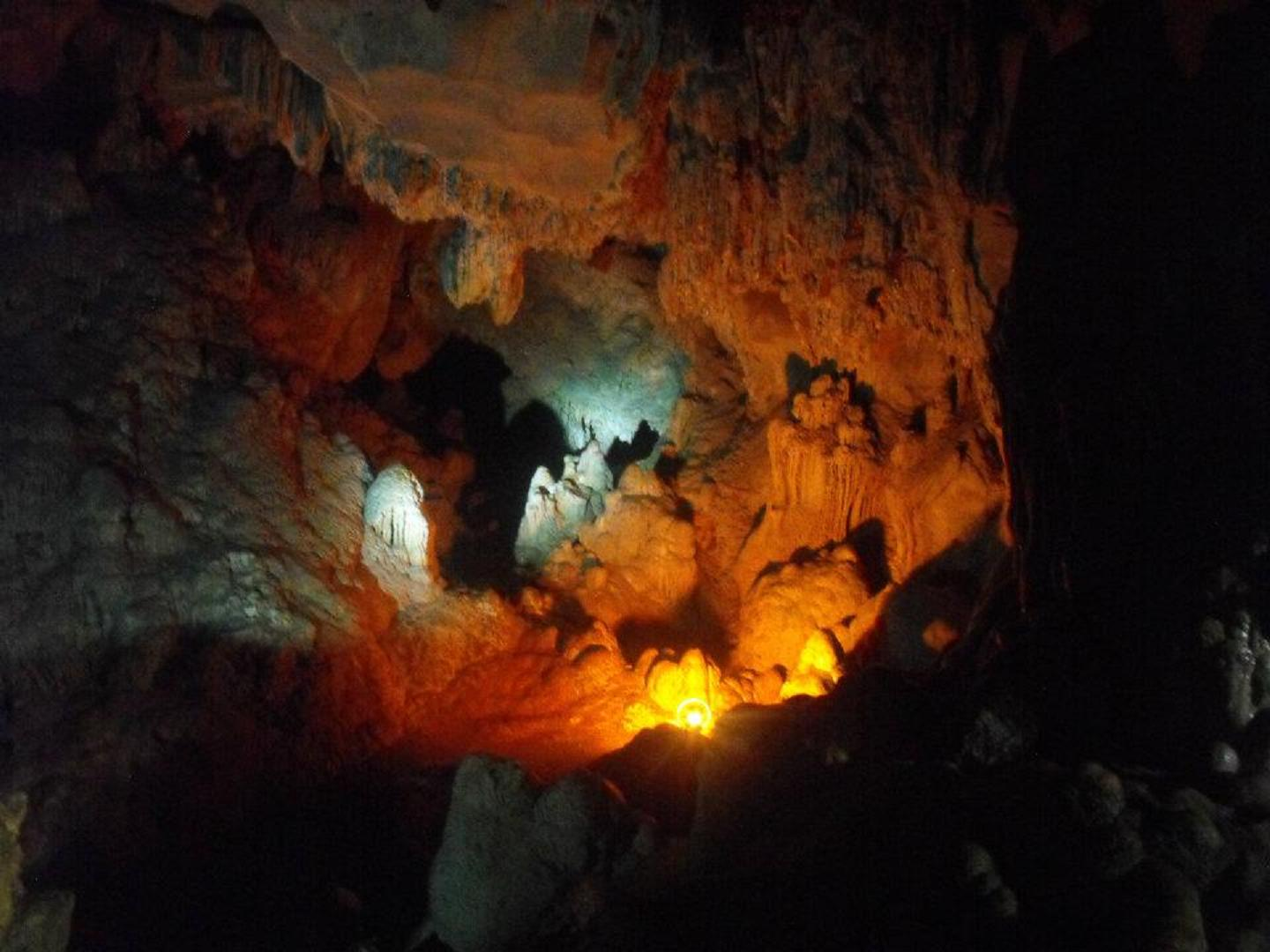
Grutas de Coconá

Si tratta di un gruppo di grotte, un tempo rifugio dei pirati.